# مارك بيترز (لاعب كرة قدم)
مارك بيترز (بالإنجليزية: Mark Peters)‏ هو لاعب كرة قدم بريطاني في مركز الدفاع، ولد في 6 يوليو 1972 في المملكة المتحدة. شارك مع منتخب ويلز تحت 21 سنة لكرة القدم. أما مع النوادي، فقد لعب مع روشدين ودايموندز وكامبريدج يونايتد ومانشستر سيتي ونادي ألدرشوت تاون ونادي بيتربورو يونايتد ونادي كينغز لين ونادي ليتون أورينت ونادي مانسفيلد تاون ونادي ويموث ونورويتش سيتي وسانت ألبانز سيتي.

## وصلات خارجية
- مارك بيترز على موقع قاعدة بيانات كرة القدم.إي يو (الإنجليزية)
- مارك بيترز على موقع Soccerbase.com (لاعب) (الإنجليزية)